# 5309-es mellékút (Magyarország)
Az 5309-es mellékút egy bő 27,5 kilométeres hosszúságú, négy számjegyű mellékút Bács-Kiskun vármegye területén; Kecelt köti össze az 53-as főúttal és Kiskunhalassal.

## Nyomvonala
Kecel északi külterületei között ágazik ki az 5301-es útból, annak az 50+800-as kilométerszelvénye táján, délkeleti irányban. Nagyjából 900 méter megtétele után keresztezi a Kiskőrös–Kalocsa-vasútvonal nyomvonalát, Kecel vasútállomás térségének délnyugati szélén, majd kiágazik belőle az 53 311-es számú mellékút, mely az állomás bezárásig azt szolgálta ki. A 2. kilométerét elhagyva éri el a lakott terület északi szélét, a központig a Vasút utca nevet viseli. A központban körforgalmú csomóponttal keresztezi az 54-es főutat, annak az 58+300-as kilométerszelvénye közelében, a folytatásban Thököly Imre utca, majd a város déli széléig Kossuth Lajos utca a neve. Körülbelül 5,5 kilométer megtétele után hagyja maga mögött Kecel legdélebbi házait.
8,8 kilométer után lépi át a következő település, Imrehegy határát, a község lakott területét 9,4 kilométer után éri el; végighúzódik a belterület déli szélén, és nagyjából 10,6 kilométer után már újból külterületen halad. A 15. kilométerét elhagyva Kiskunhalas határai közt húzódik, eleinte délkeleti, majd egyre inkább keleti irányt követve. 24,5 kilométer után éri el a város lakott területének nyugati szélét, ahol a Keceli út nevet veszi fel, később Mártírok útja lesz a neve. 25,6 kilométer után áthalad egy körforgalmú csomóponton, utána Szász Károly utca néven folytatódik, ahol elhalad az autóbusz-állomásnak és a taxiállomásnak is helyet adó Május 1. tér mellett. A központban egy-egy derékszögű irányváltást követően Köztársaság utca, majd Kossuth utca a neve, így is ér véget, beletorkollva az 53-as főútba, nem sokkal annak az 56. kilométere után. Egyenes folytatása a Budapest–Kelebia-vasútvonal Kiskunhalas vasútállomásáig vezető 54 311-es számú mellékút.
Teljes hossza, az országos közutak térképes nyilvántartását szolgáló kira.gov.hu adatbázisa szerint 27,554 kilométer.

## Története
1934-ben a kereskedelem- és közlekedésügyi miniszter 70 846/1934. számú rendelete harmadrendű főúttá nyilvánította, 533-as útszámozással.

## Települések az út mentén
- Kecel
- Imrehegy
- Kiskunhalas